# Sonny Boy
Sonny Boy es una película holandesa de 2011 dirigida por Maria Peters, después de que se publicara el libro de Annejet van der Zijl, basada en una historia real sobre el amor interracial durante la Segunda Guerra Mundial. La película fue producida por Shooting Star Filmcompany. 
La película fue seleccionada para el Óscar a la mejor película de habla no inglesa en los 84.º Premios Óscar, pero no llegó a la lista final.

## Argumento
En 1928, un joven de Surinam llamado Waldemar Nods (Sergio Hasselbaink) viaja a los Países Bajos para estudiar. Su piel oscura destaca y causa discriminación. Se muda a alojarse en La Haya con Rika, quien se fue a vivir separada de su esposo Willem, profundamente religioso, después de que ella lo descubrió poniéndole los cuernos con la criada, Jans. Ella se lleva a sus cuatro hijos (Wim, Jan, Bertha y Henk) con ella.
Waldemar y Rika, 17 años más joven que él, comienzan una relación y ella queda embarazada. Rika no le dice nada a Waldemar y acude a una mujer que le realice un aborto ilegal, pero cambia de opinión. Cuando lleva cuatro meses de embarazo, se lo dice a Waldemar. Está enojado por no haber sido informado del embarzado, y se marcha. Wim y Jan se marchan a vivir con su padre. Willem visita a Rika para contarle sobre un puesto de trabajo en Indonesia y la pide que le acompañe. Y afirma que aceptará al bebé como su propio hijo. Pero cambia de opinión cuando Waldemar regresa a casa y Willem se entera de que el padre es él, una persona de piel oscura. Willem recibe también una orden judicial favorable que dictamina que los otros dos hijos, Bertha y Henk,  vivirán con él. Y se niega a divorciarse, evitando que Rika vuelva a casarse con Waldemar.
Cuando nace el niño, lo llaman Waldy y lo apodan “Sonny Boy”. El casero de Rika acaba con el alquiler, debido al asunto extramatrimonial de Rika, especialmente por tratarse de un surinamés de piel oscura. Rika y Waldemar recorren las calles con Waldy, cuando se encuentran con un anciano judío, Sam, que les alquila una habitación.
Con el apoyo financiero de Sam, Rika y Waldemar inician una casa de huéspedes en el barrio de Scheveningen. Cuando los Países Bajos son invadidos por los alemanes, Rika y Waldemar se ven obligados a dar refugio a los soldados alemanes. Más tarde, tienen que evacuar la casa de huéspedes, ya que la zona está despejada para construir el sistema de defensa Muro atlántico.
Debido a que Rika es madre de cinco hijos, se le asigna una vivienda. En respuesta a la petición de un joven soldado de la resistencia que conoció en la iglesia a través de un clérigo, Rika comienza a esconder personas en su casa. Como la tarifa para los judíos es más alta que para los holandeses, ella elige esconder a los judíos. Después de algún tiempo también un desertor de las SS es acogido en la casa. Al principio, Waldy no está informado de los escondites, pero después de presenciar la deportación de Sam y una pelea callejera, un funcionario colaborador visita a Rika. Waldy oye algo arriba y descubre los escondites.
Después de una redada, los escondites son descubiertos y arrestados, junto con Waldemar, Rika y Waldy. Waldy es liberado y aprovecha para irse a vivir con otros familiares. Esto no es seguro, porque los alemanes quieren presionar más a Waldemar y Rika durante los interrogatorios.
Waldy, por lo tanto, se marcha a vivir con un agricultor. Cuando la gente viene a la granja durante un duro invierno de hambruna, Waldy evita que una pareja venda sus anillos de boda por comida, ofreciendo los anillos de sus padres. El granjero se niega a aceptar los anillos de Waldy y explica que todos intentan ganar algo de dinero durante la guerra, y también a Rika y Waldemar recibían dinero por acoger personas perseguidas en su casa.
Rika muere en el campo de concentración de Ravensbrück. Waldemar también es enviado a un campo de concentración, pero a través de sus habilidades lingüísticas, es reclutado para el departamento encargado del correo. Esto le da la oportunidad de enviar cartas a Waldy de manera clandestina. Después de la muerte de Hitler, Waldemar es deportado al crucero de lujo Cap Arcona, que es atacado por los Aliados. Pero logra saltar al mar y nada hasta la orilla. Él sabe nadar bien, gracias a su experiencia en Surinam, donde nadaba largas distancias en el río. Solía decir: “El agua es mi amigo”. Al llegar a la playa, dos niños soldados alemanes lo matan.

## Reparto
- Ricky Koole como Rika van der Lans.
- Sergio Hasselbaink como Waldemar Nods.
- Daniel van Wijk como Waldy (Sonny Boy).
- Micha Hulshof como Marcel.
- Wouter Zweers como Gerard.
- Marcel Hensema como Willem.
- Gaite Jansen como Bertha.
- Martijn Lakemeier como Jan.
- Frits Lambrechts como Sam.
- Raymond Spannet como propietario.
- Joy Wielkens como Hilda.